# Inglorius
Inglorius là một chi bướm ngày thuộc họ Bướm nâu, chỉ gồm một loài Mediocre Skipper (Inglorius mediocris). Nó là loài đặc hữu của Guatemala.

## Etymology
The scientific name Inglorius means undistinguished, as the only known species is a nondescript brown butterfly referred to as mediocris, meaning ordinary.